# Völpke
Völpke là một đô thị ở Börde huyện thuộc bang Sachsen-Anhalt, nước Đức. Đô thị Völpke có diện tích 17,22kilômét vuông, dân số thời điểm ngày 31 tháng 12 năm 2006 là 1577 người.